# Gladag
Gladag is een bestuurslaag in het regentschap Banyuwangi van de provincie Oost-Java, Indonesië. Gladag telt 5251 inwoners (volkstelling 2010).